# 2,4-ジニトロクロロベンゼン
2,4-ジニトロクロロベンゼン（英: 2,4-Dinitrochlorobenzene）はベンゼンの誘導体の一種。DNCBとも表記される。

## 用途
DNCBはほとんどの人のIV型アレルギーを誘発することから、免疫不全症患者のT細胞の活性の診断に使用される。イボの治療に使用されることもある。
DNCBは、グルタチオン-S-トランスフェラーゼ (GST) の酵素活性試験の基質として使用されている。DNCBが還元型グルタチオン1分子に抱合されると、340 nmのUV吸収が増大する。
ピリジンと反応させると、「ジンケ塩」と呼ばれる反応活性体（N-(2,6-ジニトロフェニル)ピリジニウム塩）が得られる（ジンケ反応）。ジンケ塩は、有機合成に用いられるジンケアルデヒドの原料となる。

## 安全性
日本の消防法では、ニトロ化合物として第5類危険物に分類される。皮膚・目に対する刺激性があり、特に皮膚に対してはアレルギー性反応を生じることがある。